# Резолюция 168 на Съвета за сигурност на ООН
Резолюция 168 на Съвета за сигурност на ООН е приета единодушно на 3 ноември 1961 г. по повод назначаването на нов генерален секретар на ООН, който да замести Даг Хамаршелд, загинал трагично на 18 септември 1961 г.
Резолюция 168 препоръчва на Общото събрание на ООН за временно изпълняващ длъжността Генерален секретар на Организацията на обединените нации да бъде назначен бирманският дипломат У Тан.
Резолюцията е приета единодушно на закрито заседание на Съвета за сигурност.